# Federazione Sammarinese Giuoco Calcio
La Federazione Sammarinese Giuoco Calcio, nota anche con l'acronimo FSGC, è l'organo di organizzazione e controllo del calcio nella Repubblica di San Marino. Ha sede a Città di San Marino in Strada di Montecchio, 17.

## Storia
Fondata nel 1931, ottenne l'affiliazione definitiva alla FIFA e all'UEFA nel 1988 dopo due anni di affiliazione provvisoria. La FSGC organizza il campionato nazionale dal 1985, la Coppa Titano dal 1937 e il Trofeo Federale dal 1986 (diventato la Supercoppa Sammarinese dal 2011).
Il 14 marzo 2015 i giocatori della nazionale maschile sammarinese annunciarono lo sciopero in vista delle partite contro Slovenia ed Estonia, valide per le qualificazioni al campionato europeo di calcio 2016. I giocatori, riuniti nella neocostituita Associazione Sammarinese Calciatori, accusarono la Federazione di non garantire i propri diritti di atleti. Dopo aver rifiutato qualsiasi forma di dialogo, nei giorni successivi la Federazione incontrò i rappresentanti dell'Associazione di categoria, convincendoli a far rientrare lo sciopero.
Il 31 gennaio 2017 è stato eletto il nuovo presidente Marco Tura che ha sostituito Giorgio Crescentini.

## Attività
La giurisdizione della Federazione sul calcio nel territorio della Repubblica non è esclusiva: una squadra sammarinese, la Juvenes-Dogana, ha partecipato infatti per diversi anni sia al campionato interno che a quello italiano di Promozione prima di ritirarsi, mentre l'unica società dilettantistica il San Marino Calcio, è addirittura incardinata solamente nel sistema della FIGC anche se per i suoi primi 5 anni di vita fu gestita dalla FSGC e tuttora gioca in Serie D. Il campionato di calcio sammarinese occupa inoltre la 53ª posizione del Ranking UEFA per nazioni.

## Presidenti
- Giorgio Crescentini (1985-2017)
- Marco Tura (2017-)

## Simboli ufficiali
Fino a inizio 2021 la federazione si riconosceva simbolicamente nello stemma della Repubblica, racchiuso in uno scudo circolare bianco con corona azzurra recante la denominazione istituzionale. Tale soluzione simbolica era adottata senza modifiche anche dalle Nazionali del Titano. 
Nel febbraio 2021 la federazione ha rinnovato la sua identità visiva, separando lo stemma della parte istituzionale da quello della parte sportiva. La federazione ha pertanto adottato come logotipo il lettering FSGC posto su due righe e in colore oro, scritto in un font proprietario denominato FSGC Official. Al centro delle quattro lettere è raffigurato il classico pittogramma del pallone da calcio bianco ma con i pentagoni azzurri, affiancato sulla sinistra dall'anno di istituzione della federazione; alla base di tutto campeggia la scritta SAN MARINO in azzurro.

Logo della FSGC fino al 2021.
Logo attuale.

## Consiglio federale
Il Consiglio federale per il 2022-2024 è così composto:
- Presidente: Marco Tura
- Vice presidente: Simone Grana
- Segretario generale: Luigi Zafferani
- Vice segretario generale: Luca Albani
- Tesoriere: Filippo Bronzetti
- Settore di sviluppo: Stefano Bevitori, Valeria Canini, Jessica Guidi
- Normativa federale: Gian Luca Angelini